# 中野菜摘
中野 菜摘（なかの なつみ、1990年7月17日 - ）は、日本の元女子プロ野球選手（内野手）。福岡県久留米市出身。元女子野球日本代表。

## 概要
中学2年時に女子野球日本代表に選出。神村学園高等部、尚美学園大学といずれも女子野球の名門チームにおいて1年時からレギュラーを掴んでおり、全国優勝を何度も経験。ワールドカップには4度、全て主力 (主に3番セカンド) として出場しており3度の優勝に大きく貢献している。2013年、女子プロ野球のイースト・アストライアに入団。同年は、全46試合に出場し、打率こそ.223ながらリーグトップタイの10二塁打、12盗塁等の成績を記録した。
2014年は出場機会が減少し、29試合の出場で打率.253だった。しかし、翌2015年はレギュラー格で起用され、いずれもキャリアハイとなる打率.283・13盗塁を記録。また、プロ入り初本塁打を放つなど、飛躍のシーズンを過ごした。
2016年は40試合に出場したが、不振に陥り、規定打席に達した打者の中ではワーストの打率.219に留まった。
2017年は京都フローラへ移籍、2018年は埼玉アストライアに復帰した。2018年はシーズン開幕前に「体調不良のため、しばらく公式戦出場を見送る」と発表 がされ、9月12日には現役引退が発表された。明るいキャラクターで人気者であった中野が引退することを惜しむ者も少なくなかった。

## 球歴
- 6歳の頃から父と遊びで野球をしていた。10歳のとき王貞治に「頑張れば女の子でもプロ野球選手になれる」と激励され本格的に野球を始める。

久留米市立津福小学校
- 2年：津福ジュニア・スラッガーズに所属 (軟式野球) 。
- 4年：内野手としてレギュラー定着。
- 6年：主に3番セカンドとして活躍。全日本軟式野球連盟県学童福岡県大会で優勝し、西日本大会に出場、優勝を飾る。

久留米市立牟田山中学校：久留米ボーイズに所属 (硬式野球・ジャパンリーグ) 。男子との体力差を感じつつも男子と同じ練習メニューをこなしながらレギュラーとして活躍。
- 2年：セカンドとしてレギュラー定着。日本代表セレクションにおいて第7期日本代表メンバーに選出される。
- 3年：主に9番セカンドとして活躍。ジャパンリーグ選手権大会で優勝し、ジャイアンツカップに出場。ベストアメニティカップ2005女子野球日米大会に出場。
- 日本代表セレクションにおいて第8期日本代表メンバーに選出される。

神村学園高等部：女子硬式野球部に所属。主に3番セカンドで出場。
- 1年：第2回IBAF女子ワールドカップ準優勝。3番セカンドとして活躍。
- 2年春：第8回全国高等学校女子硬式野球選抜大会　優勝[7]。日本代表セレクションにおいて第9期日本代表メンバーに選出される。
- 3年春：前出・第9回選抜大会　準優勝 (ベストナイン二塁手獲得) [8]。同夏、第12回全国高等学校女子硬式野球選手権大会　ベスト4 (最多盗塁賞獲得) [9]。夏、第3回IBFA女子ワールドカップ優勝。満塁本塁打を放ち本塁打王獲得[10]。同期で同じく第3回W杯日本代表に選出されていた野口霞、厚ヶ瀬美姫と並び神村学園三人娘と呼ばれた[11]。
- 卒業時には関西独立リーグから入団を勧められるが、肩の調子が悪かったため入団を固辞した。

尚美学園大学：女子硬式野球部に所属。主に3番セカンドで出場。
- 1年：伊予銀行杯 第5回全日本女子硬式野球選手権大会で準優勝[12]。
- 2年：前出・第6回選手権大会　ベスト4[13]。同年　第4回IBFA女子ワールドカップ　優勝。
- 3年：前出・第7回選手権大会　優勝[14]。
- 4年：第5回IBFA女子ワールドカップ　優勝。

イーストアストライア
- 1年目：ティアラカップ総合優勝。主に1番セカンドで、レギュラーシーズン全試合フルイニング出場[15]。
- 第3回女子野球ジャパンカップ　準優勝 (ベストナイン二塁手獲得) 。

## 詳細情報

### 年度別打撃成績
| 年 度     | 球 団        | 試 合 | 打 席 | 打 数 | 得 点 | 安 打 | 二 塁 打 | 三 塁 打 | 本 塁 打 | 塁 打 | 打 点 | 盗 塁 | 盗 塁 死 | 犠 打 | 犠 飛 | 四 球 | 敬 遠 | 死 球 | 三 振 | 併 殺 打 | 打 率 | 出 塁 率 | 長 打 率 | O P S |
| --------- | ------------ | ----- | ----- | ----- | ----- | ----- | -------- | -------- | -------- | ----- | ----- | ----- | -------- | ----- | ----- | ----- | ----- | ----- | ----- | -------- | ----- | -------- | -------- | ----- |
| 2013      | アストライア | 46    | 174   | 148   | 23    | 33    | 10       | 2        | 0        | 47    | 16    | 12    | 0        | 5     | 2     | 17    | -     | 2     | 19    | 3        | .223  | .308     | .318     | .626  |
| 2014      | アストライア | 29    | 98    | 83    | 11    | 21    | 3        | 0        | 0        | 24    | 3     | 3     | 1        | 5     | 0     | 9     | -     | 1     | 7     | 2        | .253  | .333     | .289     | .622  |
| 2015      | アストライア | 50    | 186   | 145   | 22    | 41    | 5        | 1        | 1        | 51    | 11    | 13    | 3        | 9     | 0     | 24    | -     | 8     | 11    | 4        | .283  | .412     | .352     | .764  |
| 2016      | アストライア | 40    | 142   | 105   | 18    | 23    | 0        | 2        | 0        | 27    | 8     | 10    | 0        | 9     | 2     | 22    | -     | 4     | 3     | 2        | .219  | .368     | .257     | .625  |
| 2017      | フローラ     | 46    | 174   | 147   | 23    | 41    | 9        | 1        | 0        | 52    | 13    | 13    | 2        | 6     | 2     | 17    | -     | 2     | 11    | 2        | .279  | .357     | .354     | .711  |
| JWBL：5年 | JWBL：5年    | 211   | 774   | 628   | 97    | 159   | 27       | 6        | 1        | 201   | 51    | 51    | 6        | 34    | 6     | 89    | -     | 17    | 51    | 13       | .253  | .358     | .320     | .678  |

- 2018年度シーズン終了時。
- 「-」は記録なし。
- 太字はリーグ1位。

### 記録
- 初出場：2013年3月30日、対レイア戦、2番・二塁手で出場
- 初打席：同上、1回裏に里綾実から空振り三振
- 初安打：同上、5回裏に里綾実から左前適時安打
- 初本塁打：2015年7月3日、対埼玉アストライア戦、5回表に谷山莉奈から右越2ラン
- 100安打：2016年5月3日、対京都フローラ（わかさスタジアム京都）、1回表に植村美奈子から中前打[16]。

### 背番号
- 4（2013年 - 2018年）

## テレビ出演
- 王監督がくれた夢～15歳白球にかける少女（2006年3月5日、NHK）
- エチカの鏡（2009年3月8日、フジテレビ）
- めざましどようび（2009年5月23日、フジテレビ）
- バース・デイ（2009年9月15日、TBS）